# Nuoto in acque libere ai campionati mondiali di nuoto 2019 - 5 km a squadre
La 5 km a squadre mista si è tenuta il 18 luglio.

## Risultati
La gara è partita alle 08:00.
| Pos | Nazione       | Nuotatori                                                                  | Tempo     |
| --- | ------------- | -------------------------------------------------------------------------- | --------- |
| 1   | Germania      | Lea Boy Sarah Köhler Sören Meißner Rob Muffels                             | 53:58.7   |
| 2   | Italia        | Rachele Bruni Giulia Gabbrielleschi Domenico Acerenza Gregorio Paltrinieri | 53:58.9   |
| 3   | Stati Uniti   | Haley Anderson Jordan Wilimovsky Ashley Twichell Michael Brinegar          | 53:59.0   |
| 4   | Brasile       | Ana Marcela Cunha Viviane Jungblut Diogo Villarinho Fernando Ponte         | 54:24.5   |
| 5   | Australia     | Chelsea Gubecka Hayden Cotter Kareena Lee Nicholas Sloman                  | 54:36.8   |
| 6   | Francia       | Lara Grangeon David Aubry Aurélie Muller Marc-Antoine Olivier              | 54:37.1   |
| 7   | Paesi Bassi   | Esmee Vermeulen Sharon van Rouwendaal Pepijn Smits Ferry Weertman          | 54:37.2   |
| 8   | Ungheria      | Réka Rohács Gergely Gyurta Anna Olasz Kristóf Rasovszky                    | 55:02.7   |
| 9   | Cina          | Hou Yawen Cheng Long An Jiabao Xin Xin                                     | 55:14.8   |
| 10  | Russia        | Anastasia Basalduk Denis Adeev Valeriia Ermakova Kirill Abrosimov          | 55:19.1   |
| 11  | Gran Bretagna | Danielle Huskisson Alice Dearing Tobias Robinson Jack Burnell              | 55:31.1   |
| 12  | Spagna        | Paula Ruiz Guillem Pujol María de Valdés Álvarez Raúl Santiago Betancor    | 55:31.5   |
| 13  | Canada        | Kate Sanderson Fan Hau-Li Chantel Jeffrey Eric Hedlin                      | 56:20.3   |
| 14  | Giappone      | Yumi Kida Takeshi Toyoda Minami Niikura Taiki Nonaka                       | 56:52.1   |
| 15  | Sudafrica     | Michelle Weber Danie Marais Robyn Kinghorn Chad Ho                         | 56:52.9   |
| 16  | Israele       | Yonatan Rosin Matan Roditi Eva Fabian Eden Girloanta                       | 57:24.5   |
| 17  | Messico       | Martha Aguilar Daniel Delgadillo Martha Sandoval Arturo Pérez Vertti       | 58:37.0   |
| 18  | Corea del Sud | Ban Seon-jae Park Seok-hyun Jung Ha-eun Jae Park                           | 58:59.0   |
| 19  | Venezuela     | Liliana Hernández Wilder Carreno Paola Pérez Diego Vera                    | 59:01.0   |
| 20  | Ecuador       | David Farinango Nataly Caldas Calle Ana Abad David Castro                  | 59:37.9   |
| 21  | Hong Kong     | William Thorley Keith Sin Nip Tsz Yin Wong Cho Ying                        | 1:00:37.9 |